# Närpes kyrka
Närpes kyrka är en kyrkobyggnad i Närpes i Österbotten i Finland. Den tillhör Närpes församling i Borgå stift inom Evangelisk-lutherska kyrkan i Finland. Kyrkan omges av kyrkstallar, ett sockenmagasin, en sockenstuga och en prästgård; hela anläggningen klassas av finländska Museiverket som byggd kulturmiljö av riksintresse.

## Kyrkobyggnaden
Närpes kyrka är en vitrappad korskyrka uppförd av sten vars äldsta del, långhuset, byggdes 1435. Den har byggts ut och om vid flera tillfällen. År 1555 skedde en återinvigning, troligtvis efter ombyggnad, av biskop Mikael Agricola. På 1650-talet utvidgades kyrkan åt öster och 1734 och 1739 utvidgar kyrkobyggaren Johan Simonsson Knubb den södra korsarmen.. 1770 tillkom den norra korsarmen. Då förlängdes också långhuset mot öster och väster med tresidiga avslutningar. Vattentaket förnyades och ett enhetlig tunvalv av trä byggdes. Dessa änfringsarbeten leddes av Matts Honga.

## Klockstapeln
Klockstapeln byggdes 1757 i österbottnisk nyrenessans stil av Matts Honga.

### Inventarier
- Altartavlan, som föreställer Jesu korsfästelse, målades 1803 av svensken Per Hörberg.
- Krucifixet skapades av en nordtysk mästare på sent 1400-tal.
- Predikstolen i rokokostil från 1730-talet byggdes av Johan Kyntzell från Gamlakarleby.

### Orgel
- 1747 byggde Olof Hedlund, Stockholm en orgel med 6 stämmor för 2400 daler kopparmynt.[3]

| Manual                     |
| Gedacht 8'                 |
| Octava 4'                  |
| Rörflöjt 4'                |
| Octava 2'                  |
| Cymbel II                  |
| Regal 8' (halverad stämma) |
| Tremulant                  |

- En omfattande restaurering av kyrkan genomfördes under åren 1977-85. Kyrkan fick då sin fjärde orgel, den nuvarande danska Christensen orgeln.

## Omgivningen
På båda sidor av vägen som leder till kyrkan ligger de cirka 150 kyrkstallarna. De flesta uppfördes på 1800-talet men det finns även några från 1700-talet och från tidigt 1900-tal. De har bevarats trots att många församlingar i Finland började avlägsna sina kyrkstallar på 1930-talet, eftersom de ansågs vanprydande. Närpes kyrkstallar åtnjuter skydd sedan 1963.
Norr om kyrkan ligger prästgården, som består av en huvudbyggnad, en drängstuga och en ekonomibyggnad. Den färdigställdes 1889 som den sjunde i ordingen och tjänstgör i dag som församlingshem.
På kyrkogården ligger två gravkapell, den ena från slutet av 1700-talet och den andra från 1900-talets första hälft, samt flera monument och minnesmärken. Hjältegravsmonumentet över de arton Närpesbor som stupade i Finska inbördeskriget 1918 uppfördes 1921 av John Munsterhjelm. Bronsskulpturen till minne av de stupade i fortsättningskriget och vinterkriget skapades 1952 av Matti Haupt. Minnesmärket för de evakuerade från Karelen som är begravda på kyrkogården uppfördes 1995.
Klockstapeln uppfördes 1757 av Matts Honga och innehåller tre klockor.